# روژه والکوویاک
روژه والکوویاک (فرانسوی: Roger Walkowiak‎; ۲ مارس ۱۹۲۷ – ۶ فوریهٔ ۲۰۱۷) دوچرخه‌سوار اهل فرانسه بود.